# Поет
Поетите и поетесите са писатели, които пишат и творят предимно в литературния жанр поезия, или поне са по-скоро известни с поезията си, отколкото с прозата си.

## Фигурата на поета в историята
В течение на векове хората, които са се занимавали с писане на поезия, са разчитали на финансовата подкрепа от богати покровители - първоначално от видни представители на аристокрацията. Така в Древния Рим Гай Цилний Меценат, близък до император Октавиан Август, е значим покровител на големи поети, сред които Хораций и Вергилий. В същото време в определени периоди от историята поезията може да бъде сред важните форми за усвояване на свободното време за самите аристократи – в Европа, например в епохата на Развитото средновековие, сред трубадурите има много благородници, включително едри феодали като Шарл Орлеански.
С настъпването на модерната епоха пред поетите се отварят възможности за издръжка с литературна работа – първоначално от театъра, който се превръща в основен източник на доходи например за Уилям Шекспир (класическата драматургия често използва стихотворна форма). Към 19. век в европейските страни вече съществува ефективно търсене на книги от сравнително широка читателска публика, включително и на поезия, което позволява на най-популярните поети като Уилям Уърдсуърт и Робърт Бърнс да се препитават от продажбата на книгите си.

### Цитирана литература
- Bradley, Pamela. The Ancient World Transformed.   Cambridge University Press, 2014. ISBN 978-1-107-78557-1. (на английски)